# Katuwa

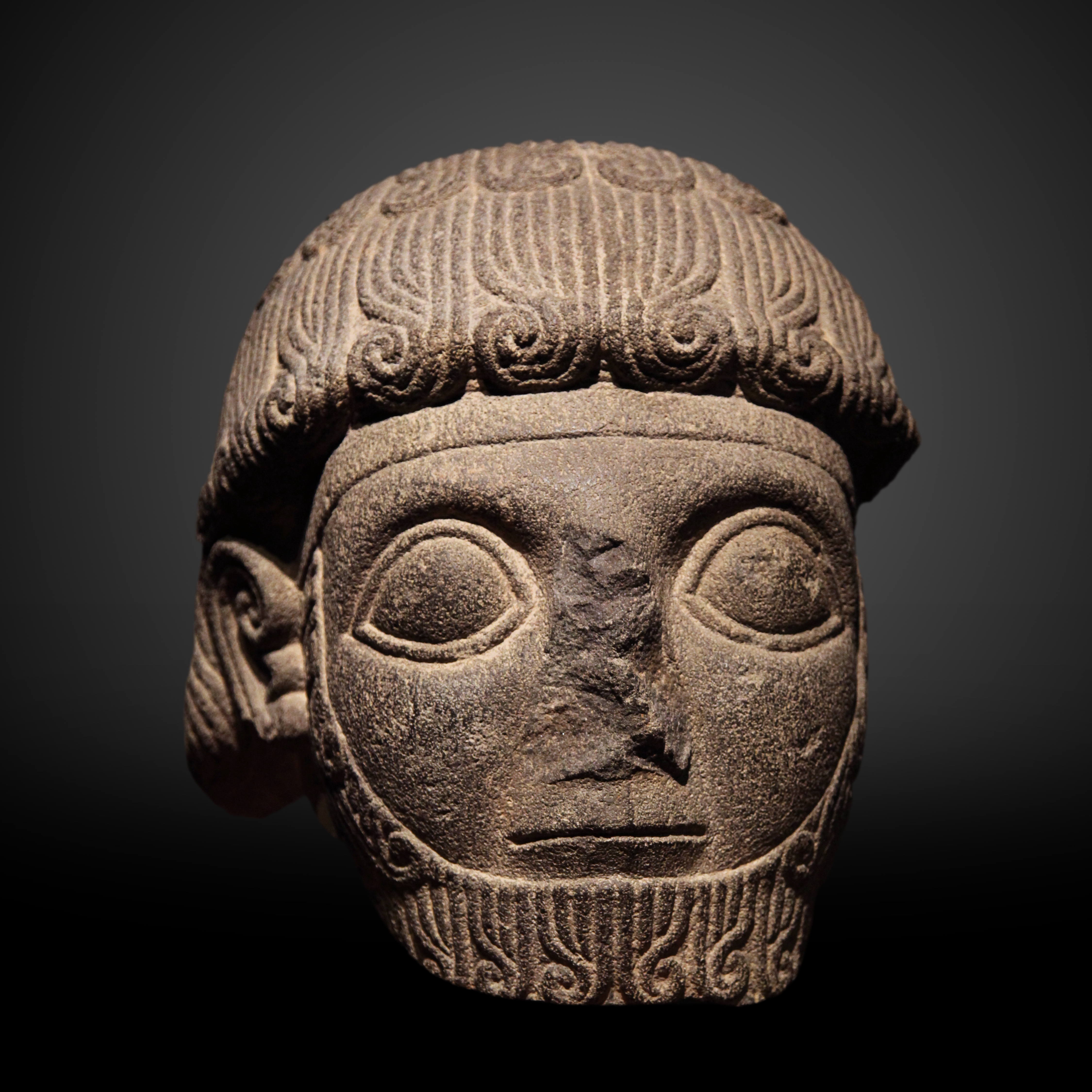

Katuwa (hieroglyphen-luwisch ka-tú-wa/i-sa oder ka-tu-wa/i-sa) war ein neo-hethitischer König von Karkemiš, der im 10. oder frühen 9. Jahrhundert v. Chr., vielleicht um 880 v. Chr. regierte. Er führte die Titel Herrscher und Landesherr.

## Regierung
Katuwa führte mehrere militärische Aktionen durch. Die Städte, gegen die er solche Aktionen durchführte, etwa Sapisi am Euphrat und das befestigte Awanaya, sind, wenn erwähnt, vollkommen unbekannt, sodass nichts über die Tragweite von Katuwas militärischen Aktionen ausgesagt werden kann. Es mag aber sein, dass solche militärischen Operationen von Zeit zu Zeit üblich waren um die Herrschaft über das Territorium zu behalten.
Katuwa selbst stellte sich als großer Instandsetzer dar, der Siedlungen in verheerten Gegenden wiederaufbaute oder auch neu erbaute und seinem Land Wohlstand brachte. Auch wenn es sich dabei um Gemeinplätze handelte, welche viele neo-hethitische Könige gerne bedienten, zeigen die Skulpturen und gestalteten Gebäudefassaden zweifelsohne, dass Karkemiš unter der Herrschaft von Katuwa und wohl auch schon unter der seines Vaters Suhi II.(evtl. 10. Jahrhundert v. Chr.) ein hohes kulturelles Entwicklungsniveau erreichte. Zudem ist Katuwa tatsächlich als großer Bauherr belegt. Er errichtete Tempel, etwa den des Wettergottes von Karkemiš, und Frauengemächer, etwa TAWANI-Gemächer und Obergeschosse für seine Frau Ana. Katuwa verschönerte auch altehrwürdige Tore und setzte den Ahnen Denkmäler, so beispielsweise Atrisuha, der Seele des Suhi.

## Katuwa und die „Enkel“ des Uratarhunza
Katuwa, der Sohn von König Suhi II., Enkel von König Astuwatamanza (evtl. 10. Jahrhundert v. Chr.) und Urenkel des Dynastiegründers Suhi I. (evtl. 10. Jahrhundert v. Chr.), berichtet, dass er militärische Aktionen gegen die „Enkel“ (sprich: Nachfahren) von Uratarhunza durchgeführt habe. Bei Uratarhunza (evtl. späteres 11. oder 10. Jahrhundert v. Chr.) handelt es sich um den letzten Großkönig von Karkemiš aus einer Reihe von Großkönigen, die bis zu Kuzi-Teššub (frühes bis mittleres 12. Jahrhundert v. Chr.) zurückreichte. Uratarhunzas Nachfahren beanspruchten anscheinend trotz bereits länger währender Herrschaft der Suhi-Dynastie selbst die Herrschaft über Karkemiš, was Katuwa zum Handeln zwang. Dabei tat er zuvor etwas (Lesung unklar) gemeinsam mit den Nachfahren Uratarhunzas, mit denen er die verödete Stadt des nicht weiter bekannten Ninuwi erneuerte und von denen er die SAPALALI-Stadt Ipani und das SAPALALI-Land(?) Muziki erhielt, welche er (wieder)aufbaute. Dann kam es zum Kampf mit den Erben Uratarhunzas, die er mit den Streitwagentruppen der Stadt Kawa besiegte und denen er die Stadt des Ninuwi abnahm.
Einer nicht ganz klaren Textstelle einer Inschrift zufolge schienen sich auch Katuwas eigene Verwandte gegen ihn aufzulehnen und eine Rebellion gegen ihn auszulösen, die er wohl niederschlagen konnte.